# Полтавский национальный педагогический университет имени В. Г. Короленко
Полта́вский наци́ональный педагоги́ческий университе́т имени В. Г. Короленко (укр. Полтавський національний педагогічний університет імені Володимира Короленка) — высшее учебное заведение в Полтаве, основанное в 1914 году. Одно из старейших высших учебных заведений Украины.

## История
Полтавский учительский институт был основан в 1914 году. В июле 1919 года его преобразовали в педагогический. В 1918 году был открыт историко-филологический факультет будущего университета. В 1920 году Полтавский педагогический институт имел три отделения: словесно-историческое, естественное и физико-математическое. Лекторский состав — 25 человек.
14 апреля 1921 года был создан Полтавский институт народного образования (ИНО) путём объединения Полтавского педагогического института и Полтавского историко-филологического факультета. В 1921—1922 году институт имел два отделения: естественно-математическое и словесно-историческое. В 1922—1923 учебном году был создан факультет социального воспитания со специализацией на 3 курсе по следующим направлениям: индустриальное (математика и физика), обществоведческое и сельскохозяйственное. В 1922 году в Институте работали 34 преподавателя и 18 человек административного персонала, училось 369 студентов. Известен был хор института, которым руководил композитор, профессор Василий Николаевич Верховинец.
24 августа 1930 года ИНО преобразовали в Институт социального воспитания, а в 1933 году — в педагогический институт с физико-математическим, естественно-географическим, историческим, филологическим факультетами и дошкольным отделением. В 1936 году при институте создан Полтавский учительский институт с литературным и физико-математическим факультетами. Накануне войны в институте действовало 15 кафедр, где работала около сотни преподавателей и училось 1500 студентов очно и 1400 заочно.
21 октября 1943 года Полтавский педагогический и Полтавский учительский институты возобновили работу. По состоянию на октябрь 1944 года там училось 397 студентов. В 1951 году учительский институт был закрыт, но обучение в нём на постоянной основе длилось до 1954 года.
В декабре 1949 года Полтавскому педагогическому институту присвоено имя В. Г. Короленко.
Новые славные страницы в историю педагогического института были связаны с назначением в 1975 году на должность ректора института академика Ивана Андреевича Зязюна (1938—2014) и трудившегося здесь 15 лет. Он пришёл в Полтаву из Киевского театрального института им. И.Карпенко-Карого, в котором в большом почёте был предмет сценического мастерства. Для нового ректора, уже знакомого по своей научной работе с трудами В. А. Сухомлинского и А. С. Макаренко, в том числе введённым А. С. Макаренко понятием «педагогическое мастерство», стало ясной необходимость нового предмета для педагогических вузов, который он назвал «педагогическая техника». Такой предмет, а затем и кафедра были впервые созданы в Полтавском пед. институте. Деятельность кафедры, уровень подготовки выпускников и качество созданных на ней учебных пособий были настолько убедительны, что вскоре все 210 педагогических вузов СССР открыли кафедры педагогического мастерства (на Украине их было 30). Учебник педагогического мастерства был переведён и издан в Японии, а затем и в ряде стран соц. содружества. Предложения И. А. Зязюна были деятельно поддержаны и развиты наиболее профессиональными и ответственными педагогами института, весомую поддержку оказал и первый секретарь Полтавского обкома КП Украины Ф. Т. Моргун. У этих нововведений были и противники, причём не только среди киевских и московских бюрократов, но и в самом вузе. Так, зав. каф. общей педагогики, по воспоминаниям И. А. Зязюна, называла А. С. Макаренко не иначе как тюремным педагогом.
В 1977 году было завершено строительство учебного комплекса пединститута им. В. Г. Короленко на 1000 студентов.
Постановлением Кабинета министров Украины № 448 от 9 декабря 1999 года Полтавский государственный педагогический институт было реорганизовано в Полтавский государственный педагогический университет.
В 2009 году указом Президента Украины Виктора Ющенко Полтавскому ГПУ было присвоено звание национального.

## ПНПУ сегодня

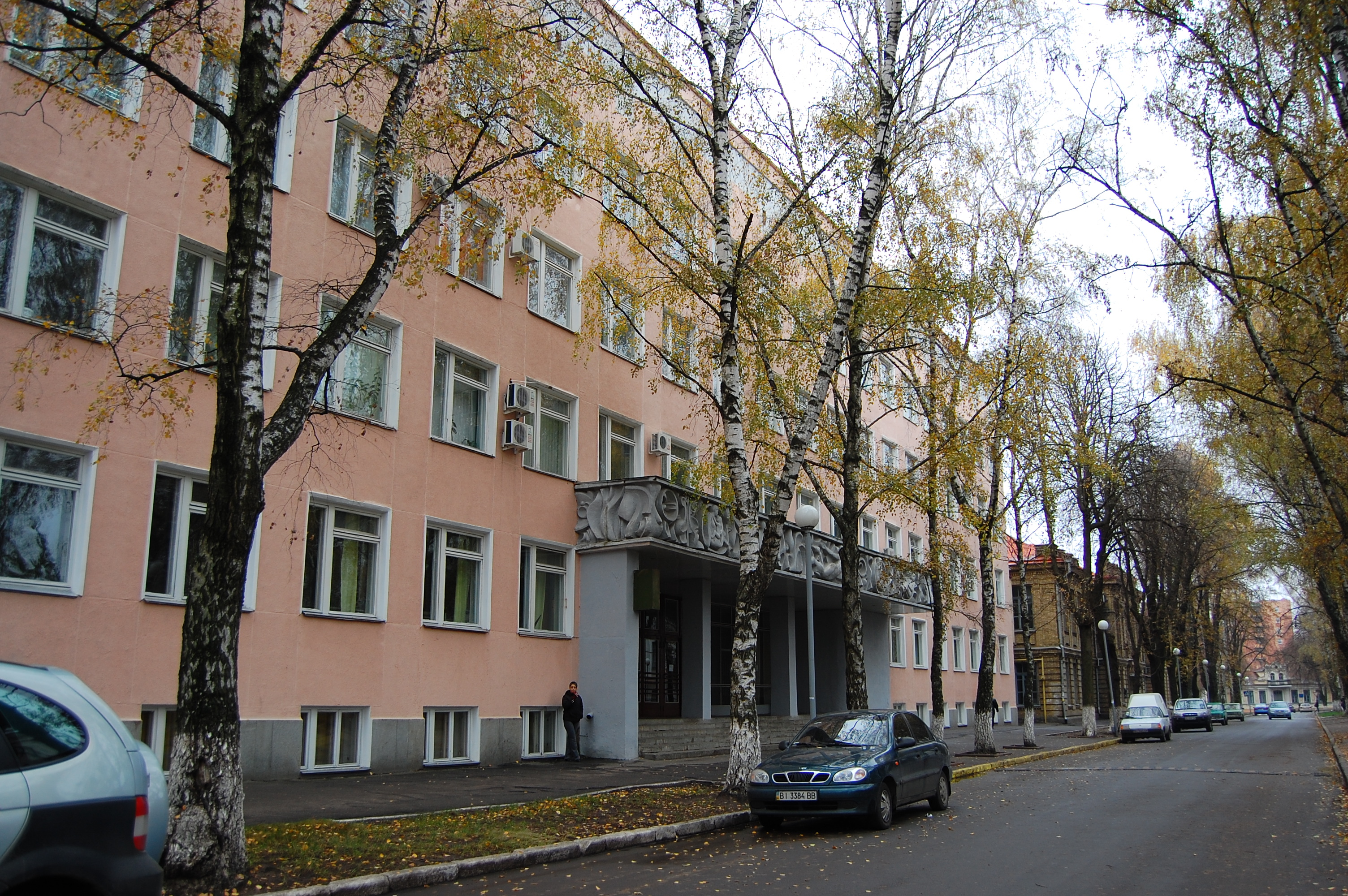
Второй учебный корпус

По состоянию на декабрь 2006 года в ПНПУ работали 463 преподавателя, среди которых 34 доктора наук и профессора и 184 кандидатов наук и доцентов.
Сегодня ПНПУ размещается в четырёх учебных корпусах, имеет четыре общежития на 1300 мест, спортивный комплекс. При заведении действуют собственный ботанический сад, производственные мастерские, санаторий-профилакторий на 50 мест.
Библиотека университета насчитывает более 540 тысяч томов и является наикрупнейшим книгохранилищем в Полтавской области.

## Ректоры
- Койнаш, Петр Михайлович (1933 — 1934)
- Зязюн, Иван Андреевич (1975 — 1990)

## Памятные доски

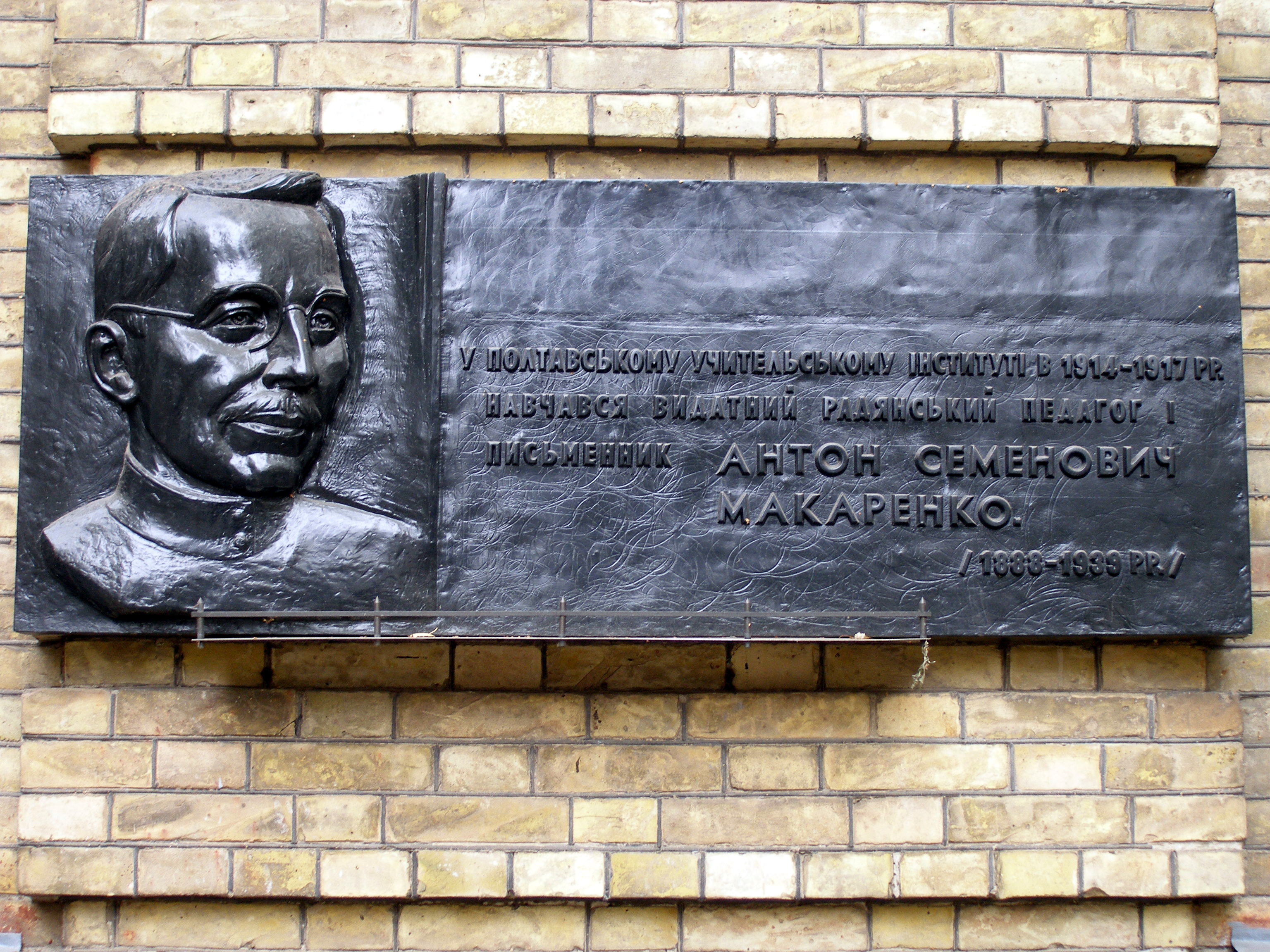
А. Макаренко
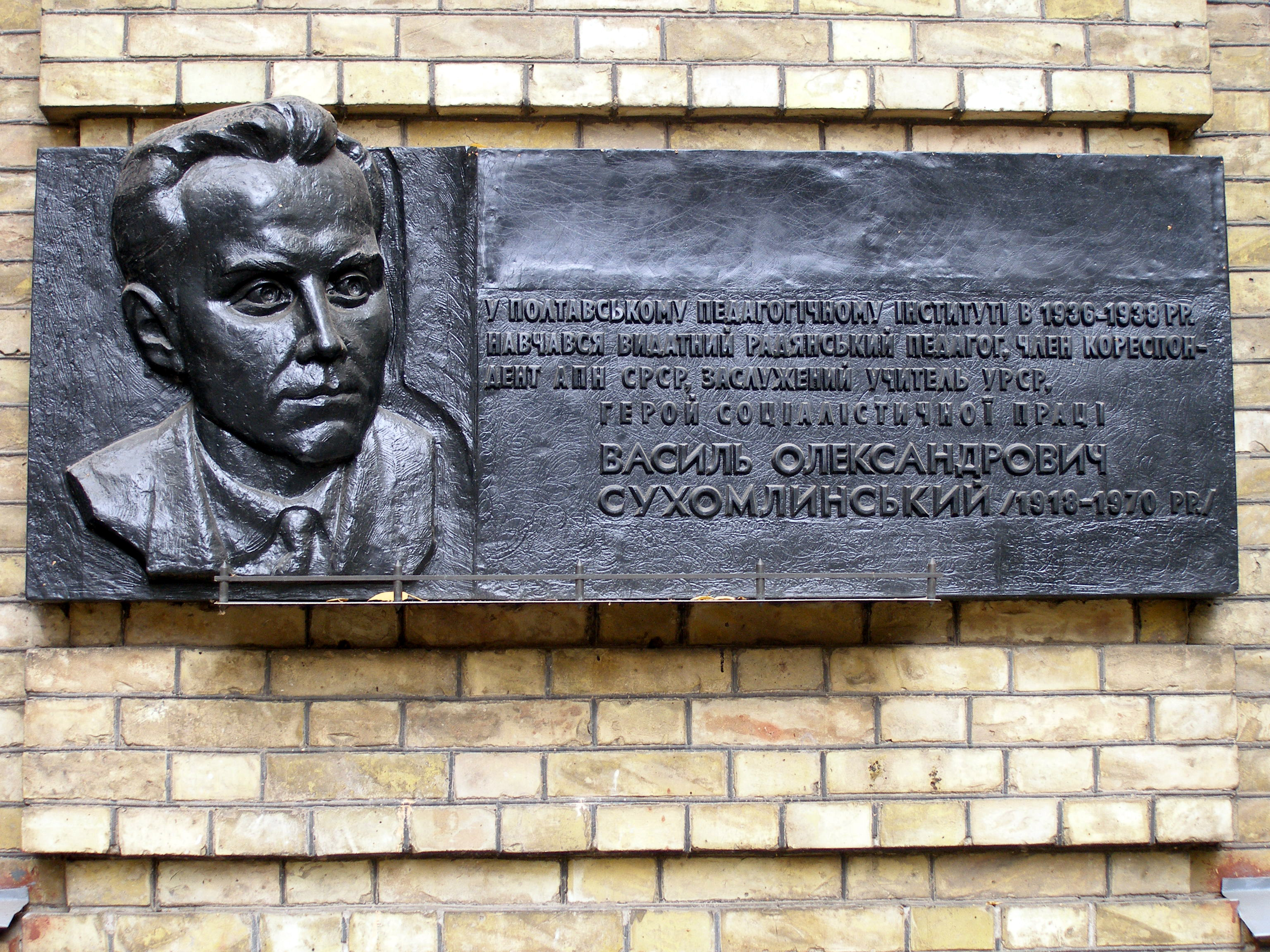
В. Сухомлинскому
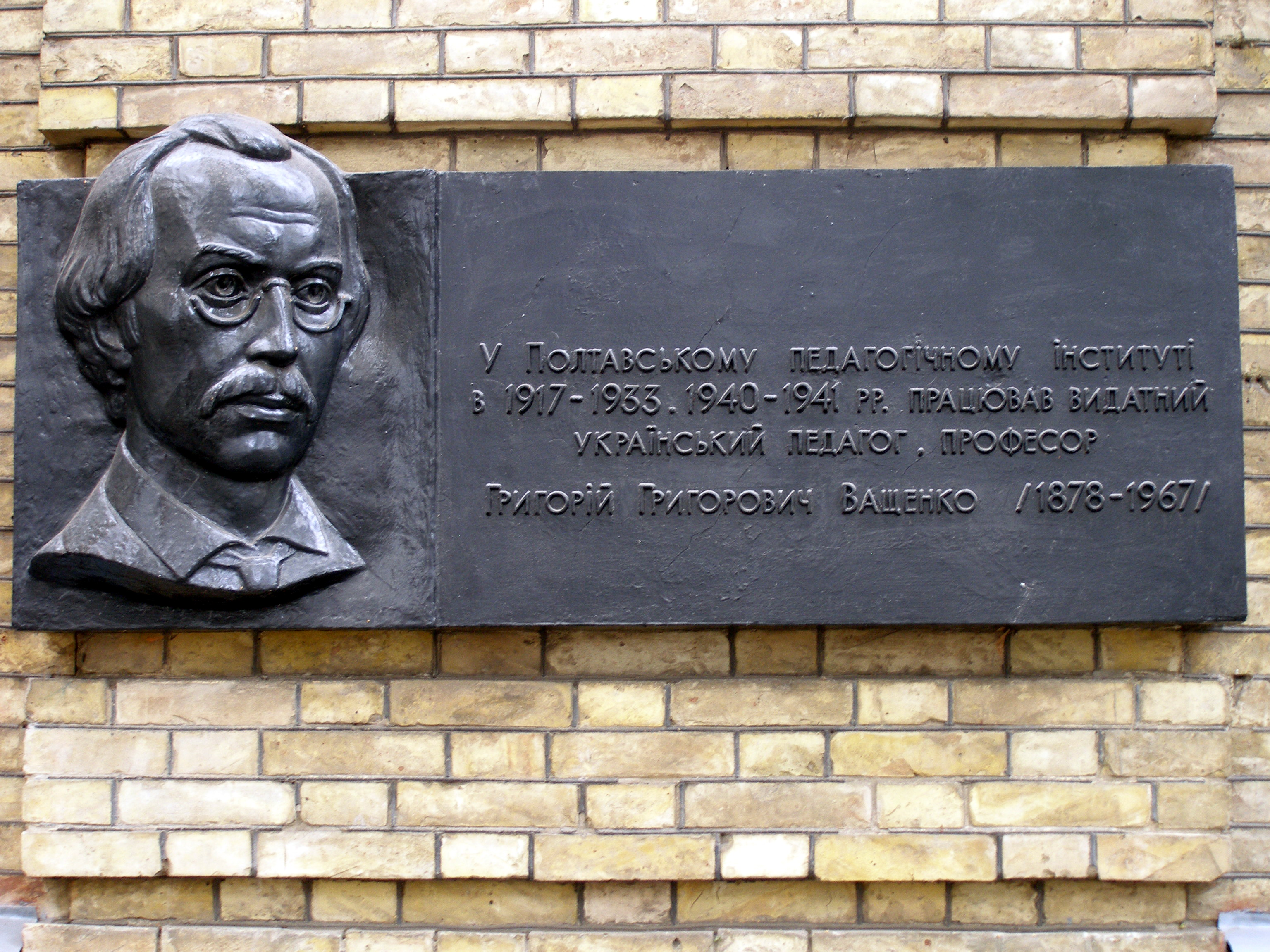
Г. Ващенко
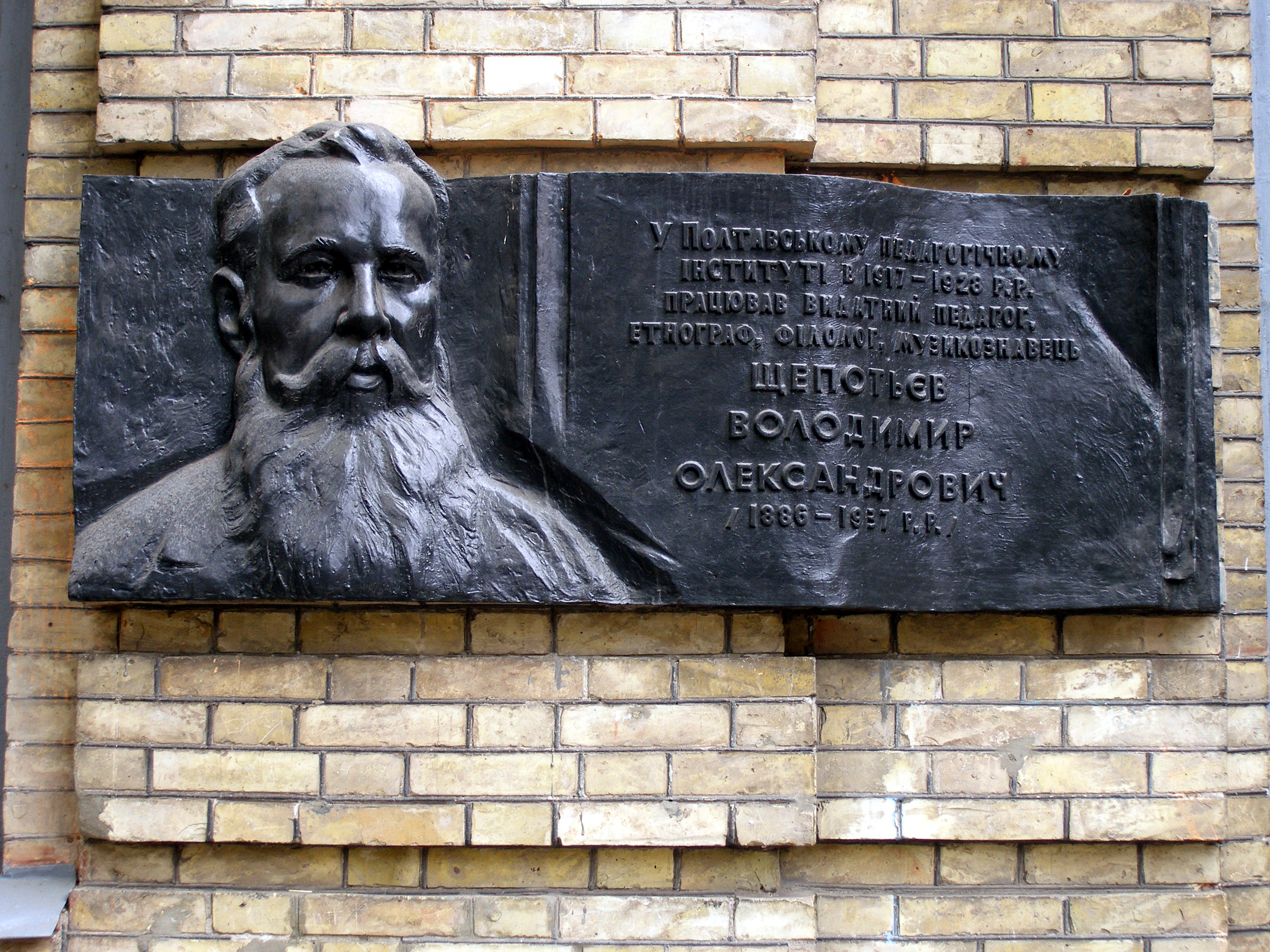
В. Щепотьеву
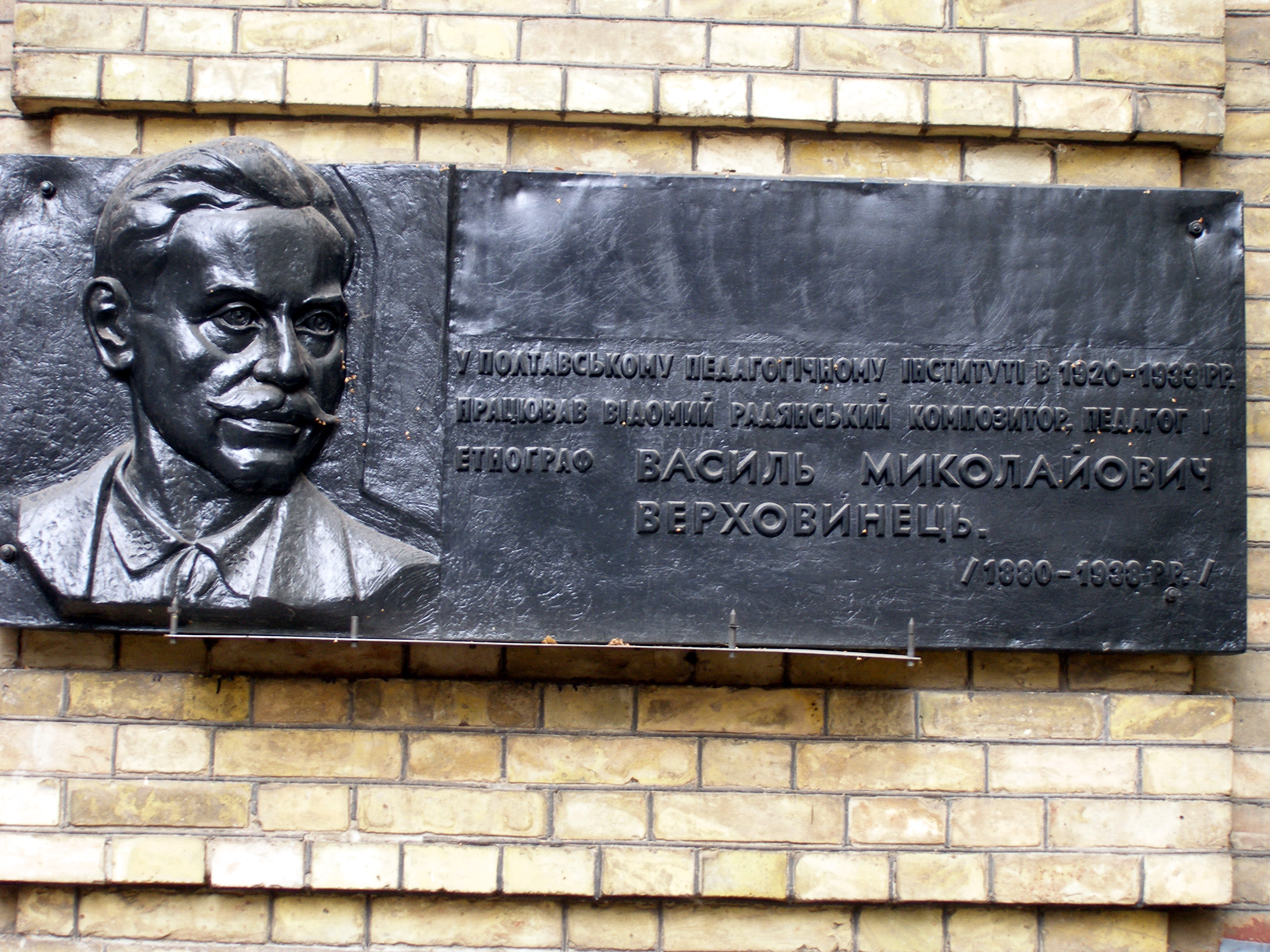
В. Верховинцу
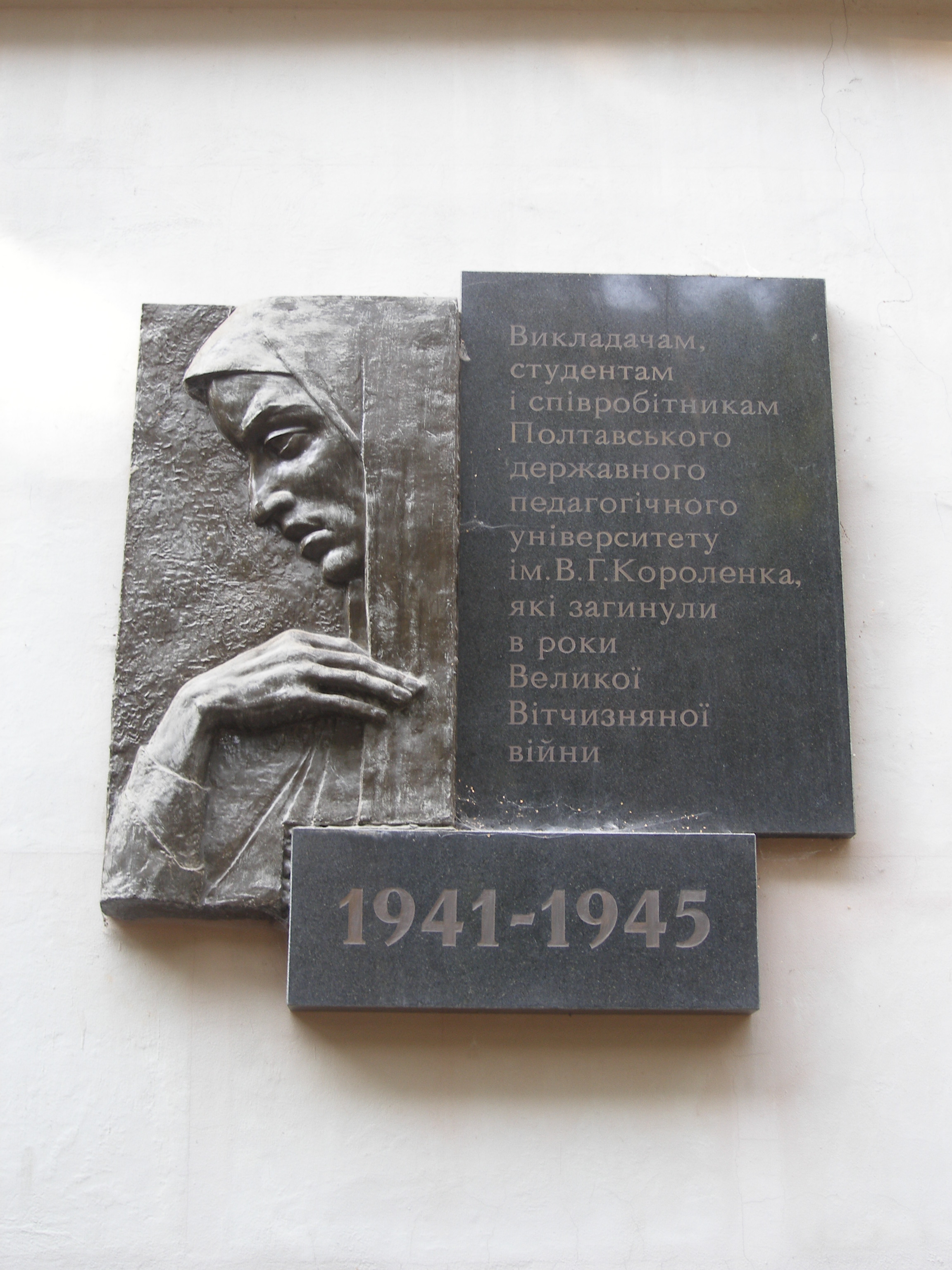
Тем, кто погиб в годы Великой Отечественной войны